# Alerta ciclònica

Icona d'avís d'huracà.

L'alerta ciclònica és un avís que els centres nacionals de previsió meteorològica emeten per a advertir a les zones costaneres amenaçades per l'aproximació d'una imminent i intensa tempesta tropical o huracà. Són avisos a la població local i a les autoritats civils perquè activin els mecanismes de prevenció adients per minimitzar els possibles efectes del cicló, com per exemple, l'evacuació dels residents en àrees fàcilment inundables. Els ciclons tropicals no són punts i el pronòstic de la seva trajectòria segueix sent una ciència incerta.